# Mogia

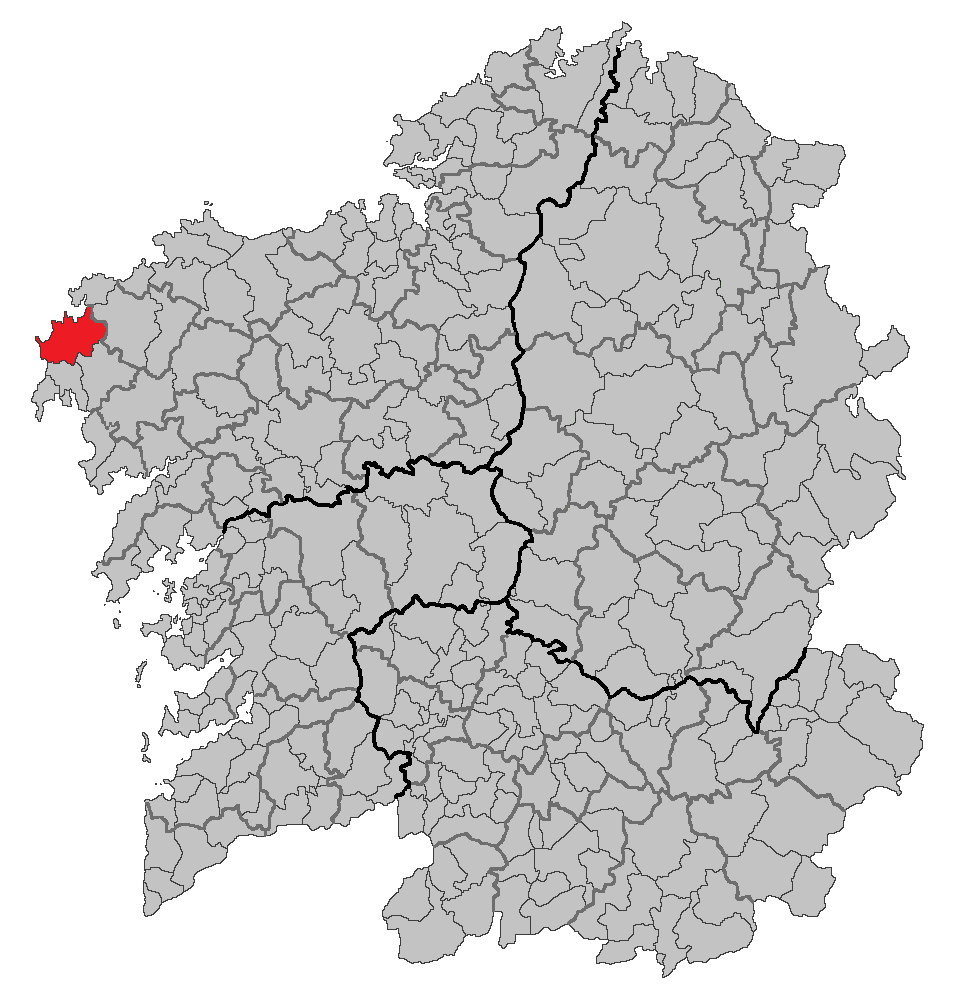
Localização de Mogia

Mogia (Muxía; em castelhano; Mugía) (pronúncia em galego: [muˈʃia̝]) é um município da Espanha na província 
da Corunha, 
comunidade autónoma da Galiza, de área 122,10 km² com 
população de 5663 habitantes (2007) e densidade populacional de 48,31 hab/km².
Neste município, cujo topónimo se tem escrito diversamente ao longo do tempo (Mongia, Musia, etc.), fica também o Cabo Touriñán, o ponto mais ocidental da Galiza e da Espanha peninsular.

## Demografia
| Variação demográfica do município entre 1991 e 2004 | Variação demográfica do município entre 1991 e 2004 | Variação demográfica do município entre 1991 e 2004 | Variação demográfica do município entre 1991 e 2004 |
| --------------------------------------------------- | --------------------------------------------------- | --------------------------------------------------- | --------------------------------------------------- |
| 1991                                                | 1996                                                | 2001                                                | 2004                                                |
| 6725                                                | 6634                                                | 6040                                                | 5899                                                |

## Património
- Igreja românica de San Xián de Moraime